# Franjo Tepurić
Franjo Tepurić (Jajce, 10 febbraio 1990) è un calciatore croato, attaccante del Bergsøy.

## Carriera

### Club
Tepurić giocò nello Slaven Belupo, formazione che poi lo cedette in prestito al Koprivnica. Rientrato dal prestito, continuò a giocare allo Slaven Belupo fino al 2011, quando si trasferì con la stessa formula all'Istra 1961. Vestì poi le maglie di Croatia Sesvete e Radnik Sesvete. Ingaggiato dal Šibenik, si svincolò al termine della stagione.
Il 14 luglio 2013, così, si aggregò ai norvegesi dello Hødd per sostenere un provino. Il 26 luglio, il direttore sportivo del club, André Nevstad, comunicò l'ingaggio del giocatore, che firmò un contratto valido per il successivo anno e mezzo. Il 28 luglio esordì nella 1. divisjon, segnando una rete nel pareggio per 2-2 sul campo del Vard Haugesund.
Il 28 novembre 2014, l'Hødd rese noto che il contratto di Tepurić, in scadenza a fine anno, non sarebbe stato rinnovato. Passò così al Bergsøy, in 3. divisjon.